# Adrian Gomboc
Adrian Gomboc, slovenski judoist, * 20. januar 1995, Slovenija.
Gomboc je za Slovenijo nastopil na turnirju v judu Poletnih olimpijskih iger 2016 v Riu de Janeiru v kategoriji do 66 kg in se uvrstil v drugi krog tekmovanja. Prvi mednarodni uspeh je dosegel na Evropskem prvenstvu 2017, kjer je osvojil srebrno medaljo. 
9. marca 2018 je uspel zmagati na tekmi za veliko nagrado Agadirja v Maroku. V finalu kategorije do 66 kilogramov je premagal Jerlana Serikžanova iz Kazahstana v podaljšku po poprej izenačeni borbi. 9. novembra je v Taškentu zmagal na tekmi serije grand prix. V finalu je premagal Uzbekistanca Sardorja Nurilajeva.